# Gerard Edwards
Gerard Edwards, fue un sacerdote católico. Uno de los cientos que fueron ejecutados tras el establecimiento de la Iglesia de Inglaterra en 1534. 

## Biografía
Nació en Ludlow, Shropshire, y estudió en Jesus College de Oxford, pero se fue sin obtener un título, ya que no realizó el Juramento de Supremacía. El 22 de febrero de 1586 dejó Inglaterra para estudiar sacerdocio en Reims, Francia. Cambió su nombre a "Edward Campion" en honor del mártir Edmund Campion. Debido a su educación, fue ordenado después de solo un año y regresó a Inglaterra en la Pascua de 1587. Sin embargo, fue capturado en Sittingbourne, Kent, solo unas semanas más tarde, y fue encarcelado en Newgate y Marshalsea en Londres luego de ser interrogado por orden del Consejo Privado el 22 de abril de 1587. Tras un segundo interrogatorio el 14 de agosto de 1588, admitió ser sacerdote. Tenía treinta y seis años en el momento de su ejecución junto con Christopher Buxton y otros dos católicos mas.

## Mártires de Oaten Hill
Los Mártires de Oaten Hill (también conocidos como los "Mártires de Canterbury") fueron mártires católicos que fueron ejecutados en Oaten Hill, Canterbury, el 1 de octubre de 1588. Fueron beatificados por el Papa Pío XI en 1929.
- Datos: Q76824178